# Мира Пеић
Мирјана Мира Пеић Арменулић (Суботица, 26. мај 1942) југословенска је и српска филмска и позоришна глумица. Удата је за Радмила Арменулића, бившег српског и југословенског тенисера и тениског тренера. Ћерка је познатог буњевачког првака Марка Пеића.
Радио Београд је крајем педесетих имао емисију „Микрофон је Ваш“, у Суботици су победиле Мира Пеић и Вања Стојковић, две школске другарице од по 16 година. Пласман у велико финале у Београду донео им је тријумф и велику прекретницу у животу. Рођен је Дуо ДД који је шездесетих година достигао врхунац популарности. Наступале су на концертима, радију, телевизији, фестивалима... Након седам успешних година, Вања и Мира су се растале. Вања је отпочела соло каријеру а Мира је завршила Факултет драмских уметности и постала глумица „Атељеа 212“. Поред глуме је наставила да пева, али староградске и романсе, са којима је изградила други део каријере. Низале су се плоче и фестивали затим и филмови и ТВ серије.
У првој поставци мјузикла „Коса“, у Атељеу 212, играла је Шејлу, главну женску улогу. Снимила је бројне трајне снимке за фонотеку Радио Београда.

## Филмографија
|                   | 1960 | 1970 | 1980 | 1990 | Укупно |
| ----------------- | ---- | ---- | ---- | ---- | ------ |
| Дугометражни филм | 2    | 4    | 0    | 1    | 7      |
| ТВ филм           | 0    | 5    | 6    | 1    | 12     |
| ТВ серија         | 2    | 8    | 0    | 1    | 11     |
| Укупно            | 4    | 17   | 6    | 3    | 30     |

| Год.       | Назив                                                 | Улога \|- style="background: Lavender; text-align:center; " | 1960.-те | 1960.-те | 1960.-те | 1960.-те |
| 1968.      | ТВ Буквар ТВ серија                                   | Другарица Јешић                                             |          |          |          |          |
| 1969.      | Велики дан                                            | /                                                           |          |          |          |          |
| 1969.      | Музиканти ТВ серија                                   | Певачица Мила                                               |          |          |          |          |
| 1969.      | Убиство на свиреп и подмукао начин и из ниских побуда | Глумица                                                     |          |          |          |          |
| 1970.-те   |                                                       |                                                             |          |          |          |          |
| 1970.      | Бурдуш                                                | /                                                           |          |          |          |          |
| 1970 1971. | Леваци ТВ серија                                      | Бранкица                                                    |          |          |          |          |
| 1971.      | С ванглом у свет ТВ серија                            | /                                                           |          |          |          |          |
| 1972.      | Места знана, а времена давна ТВ серија                | Певачица                                                    |          |          |          |          |
| 1972.      | Јелисаветини љубавни јади због молера ТВ филм         | /                                                           |          |          |          |          |
| 1973.      | Наше приредбе (ТВ серија)                             |                                                             |          |          |          |          |
| 1973.      | Бећарски дивани ТВ филм                               | /                                                           |          |          |          |          |
| 1973.      | Опасни сусрети ТВ серија                              | /                                                           |          |          |          |          |
| 1974.      | Димитрије Туцовић ТВ серија                           | /                                                           |          |          |          |          |
| 1975.      | Зимовање у Јакобсфелду                                | Ана                                                         |          |          |          |          |
| 1976.      | Салаш у Малом Риту ТВ серија                          | Ана                                                         |          |          |          |          |
| 1976.      | Посета старе даме ТВ филм                             | Отилија 3, кћи                                              |          |          |          |          |
| 1976.      | Кухиња ТВ филм                                        | Конобарица                                                  |          |          |          |          |
| 1977.      | Лептиров облак                                        | Комшиница која шије                                         |          |          |          |          |
| 1977.      | Рањени орао ТВ филм                                   | Тања                                                        |          |          |          |          |
| 1978.      | Повратак отписаних ТВ серија                          | Певачица                                                    |          |          |          |          |
| 1979.      | Срећна породица                                       | Полазница курса тениса                                      |          |          |          |          |
| 1980.-те   |                                                       |                                                             |          |          |          |          |
| 1982.      | Цео живот са хармоником ТВ филм                       | Водитељ                                                     |          |          |          |          |
| 1984.      | Др ТВ филм                                            | Чланица управе обданишта                                    |          |          |          |          |
| 1985.      | Узми па ће ти се дати ТВ филм                         | Жена с дететом                                              |          |          |          |          |
| 1986.      | Неозбиљни Бранислав Нушић ТВ филм                     | Тужилац 2 (као Мирјана Пеић)                                |          |          |          |          |
| 1986.      | Медвед 007 ТВ филм                                    | Учитељица                                                   |          |          |          |          |
| 1989.      | Чудо у Шаргану ТВ филм                                | Јагода                                                      |          |          |          |          |
| 1990.-те   |                                                       |                                                             |          |          |          |          |
| 1995.      | Крај династије Обреновић ТВ серија                    | Госпођа Атанацковић                                         |          |          |          |          |
| 1995.      | Тераса на крову                                       | Сопран                                                      |          |          |          |          |
| 1996.      | Школа за жене ТВ филм                                 | /                                                           |          |          |          |          |

## Фестивали
Београдско пролеће:
- И молила сам... (Вече градске песме), '79

Нишка јесен, фестивал градске песме и романсе:
- Болујем ја / Опрости ми мила мати (Вече легенди градске песме), '95